# 陳大中
陳大中（1464年—？年），字時甫，湖广黄州府蕲州人，官籍。

## 生平
治《書經》，行五，由國子生中式弘治八年乙卯科（1495年）湖廣鄉試第十八名舉人，年四十五歲中式正德三年（1508年）戊辰科會試第一百三十二名，第二甲第八十七名進士。任南京户部主事，历郎中，升庆远府知府，土官按例以金银器物为贺礼，大中拒绝接受。削平蓝贼，以通商旅，擢转运使，不久致仕。

## 家族
曾祖陈敬。祖陈英。父陈理。母朱氏。永感下。